# Llimoniella
Llimoniella es un género de hongos de la clase Helotiales. Se desconoce la relación de este taxón con otros taxones de la clase (incertae sedis).